# Красимир Воскресенски
Красимир Воскресенски е български актьор, общественик

## Биография
Роден в Търново през 1953 г. Средното си образование завършва през 1972 г. – Строителен техникум със специалност Архитектурно проектиране, възпитаник на НШЗО „Христо Ботев“ – Плевен.
През 1968 г. е конкурсно избран и завършва Студио театър към Великотърновския университет и Драматичен театър „Константин Кисимов“ – Велико Търново.
През 1979 г. завършва НАТФИЗ /ВИТИЗ/ „Кръстю Сарафов“ – София със специалност Актьорско майсторство за драматичен театър в класа на проф. Филип Филипов. След завършване на висшето си образование е разпределен в предвиждания тогава Нов драматичен театър в София, но проекта не се осъществява и така е преразпределен в Драматичен Театър „Н. О. Масалитинов“ – Пловдив.
През 1991 г. създава собствен театър „Малък театър“ – Пловдив, на който е директор и до днес.
На сцената е от ученик. На осемгодишна възраст печели Първа награда на Националния конкурс по художествено слово в Трявна, следват два златни медала от IV републикански фестивал на художествената самодейност, първа награда на конкурса „Яхонтов“ във ВИТИЗ през 1979 г., награда за най-добър млад изпълнител в националния конкурс за художествено слово през 1982 г., втора награда и звание лауреат на конкурса през 1986 г. в V национален конкурс по художествено слово и Наградата „Пловдив“ през 1979 г. за дебюта му в постановката „Гнездото на глухаря“.
Притежава богат организационен опит. От 1984 г. до закриване на МХТИ – Пловдив е председател на секция „Актьори“. През 1984 г., като актьор в Пловдивския театър продуцира създаването на спектакъла „Платиха за неправдата потомците“ по Есхил и Софокъл на Античен театър – Пловдив. В годините 1993/1995 г. ръководи културните прояви на Алианс Франсез за цяла България и организира множество международни, национални и регионални художествени изложби. Осъществява гастрол на първата френска режисьорка на пловдивска сцена Мариян Клеви с постановката „Афера“. Като Директор на „Малък театър“ – Пловдив продуцира и създава над 22 постановки за възрастни и над 30 за деца.
За 12 сезона в ДТ „Н. О. Масалитинов“ – Пловдив има над 40 роли, а в „Малък театър“ – Пловдив за 13 сезона ролите му са над 50. Играе под режисурата на: проф. Филип Филипов, Стефка Прохаскова, Любен Гройс, Николай Ламбрев, Елена Цикова, Крикор Азарян, Дамян Попхристов, Симеон Димитров, Лиляна Тодорова, Петър Александров, Христо Церовски, Иван Странджев, Георги Кайцанов, Мариян Клеви, Владимир Николов, Любомир Миланов, Петър Бакалов, Бойко Илиев и др.
През 2003 г. е избран за председател на Народно читалище „Христо Ботев-1905“ – Пловдив.
През 2005 г. изготвя статут и ежегодно организира и провежда Зимен фестивал на изкуствата „Сцена, палитра, слово“ на които премиерно са представени пред пловдивската публика 90 заглавия на спектакли - театрални постановки за възрастни и 180 премиерно представени представления за деца. През същата година по негова инициатива се създава и Национален фестивал на школите по изкуства при читалища, домове за работа с деца, частни школи и др.
През 2006 г. инициира и спонсорира поставянето на паметник на Христо Ботев пред сградата на НЧ „Христо Ботев-1905“ - Пловдив.
През 2023 г. след спечелен проект към Национален фон "Култура" на Министерство на културата,  поставя и режисира спектакъла "Игра на службогонци" - сценичен вариант по пиесата на Иван Вазов "Службогонци".
Известен е и като дарител на много училища, детски градини, читалища, библиотеки, домове за деца в неравностойно положение, както и на ресурсните центрове за подкрепа на процеса на приобщаващото обучение в Пловдив, Хасково, Смолян, Пазарджик и Кърджали.

## Роли

### НАТФИЗ „Кръстю Сарафов“ – София
- Дромио от Сиракуза – „Комедия от грешки“ от Уилям Шекспир, реж. Стефка Прохаскова
- Савонарола – „Земята е кръгла“, реж. София Каракашева
- Министър Балтов – „Службогонци“ от Ив. Вазов, реж. проф. Филип Филипов

### ДТ „Н. О. Масалитинов“ – Пловдив
- Вестител – „Медея“ от Еврипид, реж. Любен Гройс
- Егор – „Гнездото на глухаря“ от Виктор Розов, реж. Николай Ламбрев
- Смешния човек – „Доходно място“ от Николай Островски, реж. Николай Ламбрев
- Бимби – от „Ирина“ по „Тютюн“ от Д. Димов, реж. Николай Ламбрев
- Докторът – „Тя в отсъствие на любов и смърт“ от Е. Радзински, реж. Николай Ламбрев
- Милт Менвил – „Любоф“ от Мърей Шийзгъл, реж. Николай Ламбрев
- Тезей – „Сън в лятна нощ“ от Уилям Шекспир, реж. Елена Цикова
- Герджиков – „Мелпомена в люлката си“, реж. Крикор Азарян
- Докторът – „Сако от велур“ от Ст. Стратиев, реж. Дамян Попхристов
- Немски лекар – „Районна болница“ от Виктор Бойчев, реж. Симеон Димитров
- Барона – „Труп в куфара“ от Марк Камулети, реж. Симеон Димитров
- Човека с маска – „Жана Д`Арк“, реж. Дамян Попхристов
- Хули – „Смешни страшки“ от Недялко Йорданов, реж. Лиляна Тодорова
- Бъкингам – „Тримата мускетари“ от Ал. Дюма, реж. Петър Александров
- Дядо Божко – „Главанаци“ от Боян Папазов, реж. Александър Карадимов
- Буталото – „Закуска с неизвестни лица“, реж. Христо Церовски
- Вестител – „Седемте срещу Тива“ от Есхил, реж. Симеон Димитров
- Валентин – „Чинцано“ от Петрушевска, реж. Николай Ламбрев

и много други епизоди в: „Босилек за Драгинко“, „Големанов“, „Красива птичка с цвят зелен“, „Дванайста нощ“, както и в рецитали, концерти и пр...

### Клуб-театър ОМД „Спектър“ – Пловдив
- Майло Тиндъл – „Частен детектив“ от Питър Шафър, реж. Симеон Димитров / играно над 300 пъти/
- Вълкът – „Червената шапчица“, реж. Красимир Воскресенски
- Той – „Посещение на млада дама“ от Зденек Подскалски, реж. Красимир Воскресенски

### Театър „Понеделник“ – Пловдив
- Бейла Вукович – „Който рискува, печели“ от Атила Йожев, реж. Иван Странджев

### Малък театър – Пловдив
- Писателят – „Болка за България“ по репортажи на Георги Марков, реж. Симеон Димитров
- Бимби – „От два стола, та на ...“ от Рей Куни, реж. Симеон Димитров
- Майор Паул – „Труп“ от Джералд Мун, реж. Георги Кайцанов
- Той – „Афера“ от Й. Лабиш, и Ж. Кортелин, реж. Мариян Клеви
- Графа – „Сцени от нощния живот“, реж. Владимир Николов
- Абат Максимен – „Капан за самотен мъж“ от Роберт Тома, реж. Красимир Воскресенски
- Скапен – „Хитрините на Скапен“ от Ж. Б. Молиер, реж. Любомир Малинов
- Софта – „Чорбаджи Михалаки“ от Ив. Вазов, реж. Красимир Воскресенски
- Той – „Как се ухажва дама“ от Зденек Подскалски, реж. Владимир Николов
- Едгар и Водопроводчика – „Две малки комедии“, реж. Петър Бакалов
- Сержанта – „Няма да платим“ от Дарио Фо, реж. Атанас Митров
- Ксант – „Езоп“ от Гилерме Фигейреду, реж. Симеон Димитров
- Клавдий – „Хамлет“ от Уилям Шекспир, реж. Бойко Илиев
- Доктор Дулитъл – „Д-р Дулитъл“, реж. Красимир Воскресенски
- Хитър Петър – „Хитър Петър“, реж. Красимир Воскресенски
- Той – „В лунната стая“ от Валери Петров, реж. Владимир Николов
- Стрина Дивда – „Трите баби“, реж. Красимир Воскресенски

## Рецитали и моноспектакли
- Жив бях – по „Време разделно“ от Антон Дончев, 1980 г. /изпълнен над 500 пъти/
- Щом нищо не е ново – моноспектакъл по сонети на Уилям Шекспир с трио „Авлос“ в състав: Борю Памукчиев – обой, Лиляна Памукчиева – виолончело, Петър Радевски – китара, /изпълнен над 300 пъти, заснет по БНТ с реж. Николай Ламбрев/
- Тройно огледало – поетичен спектакъл по Петър Анастасов, реж. Николай Ламбрев с участието на: Радосвета Василева и Петър Радевски – съпровод на китара /изпълнен над 100 пъти/
- Вечно живите – поетичен спектакъл по стихове на Роберт Рождественски. Репродукции – Статис Красаускае. С участието на трио „Памукчиеви“
- На смях – сатиричен спектакъл по Валери Петров с участието на:Светлана Атанасова, Йълдъз Ибрахимова и джаз-трио: Веселин Койчев, Дочо Панов, Теодоси Спасов
- Бавен марш – по цялостното творчество на Любомир Левчев, музикален фон Кирил Грозданов – флейта, Огнян Видев – китара
- Въскресение – моноспектакъл по писма на Васил Левски. Автор Албена Димова, реж. Симеон Димитров
- Персифедрон – поетичен спектакъл по цялостното творчество на Константин Павлов и рецензии в периодичния печат от шейсетте години. За първи път в България /1987 г./ с участието на „Джаз-линия“

## Сценарии и драматизации
- И ще тръгна, и ще тръгна – драматизация по „Записки от подземието“ и „Съня на смешния човек“ от Ф. М. Достоевски, 1979 г., косултант Юрий Карякин – Москва
- Жив бях – сценарий за рецитал по романа на Антон Дончев „Време разделно“, консултант Матей Иванов, 1980 г.
- Тройно огледало – сценарий за рецитал по цялостното творчество на Петър Анастасов
- Персифедрон – сценарий за поетичен спектакъл по цялостното творчество на Константин Павлов и рецензии от периодичния печат през шейсетте години
- Щом нищо не е ново – сценарий за поетичен спектакъл и ТВ вариант по сонетите на Уилям Шекспир и Франческо Петрарка
- Платиха за неправдата потомците – по Есхил и Софокъл, сценичен прочит на „Седемте срещу Тива" и „Едип и Колон“ за дамски хор, ансамбъл за ударни инструменти и актьори, реализиран от Симеон Димитров на Античен театър – Пловдив
- Последната среща на Христо Ботев с Любен Каравелов-драматизация по „Диалози“ на Цветан Стоянов и документални материали
- Кой уби Христо Ботев...? - драматизация и режисура по "Диалози"  на  Цветан Стоянов и документални материали, за която през 2025 г. получава награда за драматизация и режисура от деветнадесетото издание на Зимен фестивал на изкуствата "Сцена, палитра, слово"

## Постановки
- Червената шапчица – от Шарл Перо, ДТ „Н. О. Масалитинов“ – Пловдив
- Посещение на млада дама – от Зденек Подскалски, Клуб-театър ОМД „Спектър“
- Капан за самотен мъж – от Робер Тома, Малък театър-Пловдив
- Чорбаджи Михалаки – от Иван Вазов
- На смях... – по Валери Петров
- Персифедрон – по Константин Павлов
- Приключенията на Джованино Денгуба – по Джани Родари
- Трите прасенца по английска народна приказка
- Професор Доктор Докторини. по Ангел Каралийчев и Елин Пелин
- Трите баби /Заснето и излъчено по телевизия „Седем дни“/
- Доктор Дулитъл от Хю Лофтинг
- Майчина сълза от Ангел Каралийчев
- Игра на службогонци  - сценичен вариант на Службогонци от Иван Вазов

## Мултимедийни спектакли
- На теб, Българио свещена – по повод 3 март, съвместно с ОФД – Пловдив, 2002 г.
- Подир сенките на облаците - по повод 115 години от рождението на П. К. Яворов - 2003 г.
- Върви народен възродени – по повод 24 май, съвместно с ОФД – Пловдив, 2003 г.
- Благословен бог наш – по повод 3 март с балет на ОФД – Пловдив, 2007 г., 2008 г.
- Опиянението, мечтата и страданието на един народ - Перущица, 2012 г., 2013 г., 2014 г., 2015 г.

## Радиотеатър
Продуцира и създава „Литературна колекция“ от учебния материал по български език и литература под формата на радиопиеси и поетични спектакли в аудиовариант на 121 CD, включващи поетичното и прозаично творчество на антични, български, руски, западно-европейски класици и съвременни автори – поети и писатели. Негови дискове притежават множество училища, регионални библиотеки, университетски библиотеки, български общности в Германия, Англия, САЩ, Канада, Русия, Куба, Испания, Австрия, Турция, Сърбия, Македония, Бразилия, Аржентина.